# Pragersko
Pragersko  (nemško nekdaj Pragehof), je urbanizirano naselje z okoli 1.100 prebivalci na jugozahodnem delu Dravskega polja, v Občini Slovenska Bistrica. 

## Zgodovina
V neposredni bližini današnjega naselja, jugovzhodno od Spodnje Polskave, stoji dvorec, ki je bil zgrajen v drugi polovici 16. stoletja in prvič omenjen leta 1715. Po rodbini nekdanjih lastnikov dvorca, omenja se Krištof Prager, naj bi dvorec in okolica dobila ime Pragersko, nemško Pragerhof. Omenja se tudi grb Pragerjev, s pasjeglavcem na verigi. Graščinsko posestvo je leta 1934 kupila Dravska banovina. Po drugi svetovni vojni so tam ustanovili kobilarno, med 1949 in 1960 pa tja preselili še zrebičarno iz Ponovič. Danes je dvorec slabo vzdrževan, njegova okolica pa je neurejena in povsem degradirana s poslopji farme, katere lastnik in upravljavec je kmetijski kombinat Perutnina Ptuj. 

### Urbanizacija
Večje naselje se je razvilo šele po letu 1845 kot postaja Južne železnice; zasnovali so ga v obliki šahovnice. Še večjo veljavo pa je naselje dobilo leta 1859, ko je postalo izhodišče Vzhodne železnice, in leta 1872, ko je bil zgrajen velik kolodvor.
Ob gradnji železnice 1846 so se sem doseljevali predvsem delavci in uradniki nemškega porekla. Progo proti Ptuju in Čakovcu (Vzhodna železnica) so dokončali 14 let kasneje, 1922 pa so povezali z obstoječo železniško mrežo še premogovnik pri naselju Podlože pod Ptujsko Goro; vendar pa so to progo 1945 ukinili. Po prvi svetovni vojni, ko so zgradili še odsek proge Ormož-Murska Sobota in je Prekmurje doživelo večji razvoj, je Pragersko postalo eno večjih železniških vozlišč v Sloveniji.
Med drugo svetovno vojno so zavezniki od novembra 1944 do aprila 1945 trinajstkrat bombardirali Pragersko. 
Po drugi svetovni vojni se je povečal pomen cestne povezave Slovenska Bistrica - Ptuj.

## Opekarna
V naselju je od 1904 delovala opekarna, ukinjena leta 2009. Opuščene glinokope v bližini je zalila voda in nastali so ribniki, primerni za rekreacijo in ribolov. 
Večina prebivalstva je danes zaposlena v Mariboru in Slovenski Bistrici.

## Okoliška naselja
Na drugi strani železniške proge, v občini Kidričevo, se nahaja naselje Spodnji Gaj pri Pragerskem.

## Rekreativni in športni objekti
- Strelišče Gaj pri Pragerskem